# Le Portrait de Petite Cosette
Le Portrait de Petite Cosette (コゼットの肖像, Kozetto no Shōzō), ou Le Portrait de Petit Cossette, est une série de trois OAV produite par Aniplex et animée par Daume en 2004. Elle est adaptée en manga de deux volumes par Asuka Katsura en 2004.

## Synopsis
Qui sur cette Terre saura m'aimer assez... qui saura sacrifier cette douce et paisible vie... car il faut que l'on cesse de vivre pour moi, que l'on se noie dans les profondeurs de l'océan pour qu'enfin libérée de la gemme, je puisse habiter une nouvelle vie...
Telles sont les premières paroles de Cosette qui dévoile ses intentions : « J'attends la personne qui saura sacrifier sa vie pour que je puisse vivre la mienne ».
Les OAVs narrent l'histoire d'Eiri Kurahashi jeune étudiant en art et antiquaire. Il commence par avoir des visions d'une jeune demoiselle du nom de Cosette d'Auvergne, qu'il est seul à voir, à la suite de la réception d'un verre vénitien. Bien que côtoyant et travaillant avec de belles jeunes femmes, Eiri est obsédé par Cosette, cet amour se transformant en passion, jusqu'au jour où il boira une coupe de son sang, signant ainsi un contrat qui pourrait bien causer sa perte.

## Personnages
Cosette d'Auvergne (コゼット・ドーヴェルニュ, Kosetto Dōverunyu)
Doublage : Marina Inoue (japonais)
Cosette est un magnifique et sublime esprit qui hante un verre vénitien, cherchant depuis sa mort, deux siècles auparavant, celui qui lui permettra de retrouver la vie.
Eiri Kurahashi (倉橋 永莉, Kurahashi Eiri)
Doublage : Mitsuki Saiga (japonais), Nicolas Beaucaire (français)
Eiri, artiste, travaille dans une boutiques d'antiquités. Sa vie bascule après qu'il a fait la connaissance de Cosette, une fille aussi belle que maudite.
Shoko Mataki (真滝 翔子, Mataki Shōko)
Doublage : Megumi Toyoguchi (japonais)
Shoko est une collègue et amie proche d'Eiri; une fille très pointilleuse qui semble l'aimer bien qu'elle lui ait jamais dit...
Yuu Saiga (斎賀 由布, Saiga Yūu)
Doublage : Mamiko Noto (japonais)
Une jeune fille avec des capacités de prêtresse qui s'inquiète pour Eiri et veut l'aider.
Kaoru Nishimoto (西本 香織, Nishimoto Kaoru)
Doublage : Tukari Tamura (japonais)
Michiru Yajiri (鏃 みちる, Yajiri Michiru)
Doublage : Ikumi Fujiwara (japonais)
Une diseuse de bonne aventure qui jouera un rôle important dans la vengeance de Cosette.
Yutaka Enokido (榎戸 豊, Enokido Yutaka)
Doublage : Junpei Morita (japonais)
Michio Misamoto (久本 道夫, Hisamoto Michio)
Doublage : Shinnosuke Furumoto (japonais)
Zenshinni of Shakado (釈迦堂 菩心尼, Shakadō-Zenshinni)
Doublage : Rei Igarashi (japonais)
Hatsumi Mataki (真滝 八海, Mataki Hatsumi)
Doublage : Kumiko Yokote (japonais)
La tante de Shoko, elle comprend les afflictions d'Eiri.
Marchello Orlando (マルチェロ・オルランド, Maruchero Orurando)
Doublage : Masashi Ebara (japonais)
Un peintre, fiancé de Cosette, qui la tuera pour immortaliser sa beauté.

## Bande son
La musique de Le Portrait de Petite Cosette est produite par Yuki Kajiura. Voici les titres :
1. The Main Theme of Petit Cossette
2. Somewhere I Belong
3. Moonflower
4. Sadness
5. Regret
6. Love Pain
7. Unhallowed
8. Leave me Cold
9. Breakdown
10. In a Beautiful Morning of May
11. A Prophet's Dream
12. Undertow
13. Float
14. Fake Jewel
15. Silent Ceremony
16. Evocation
17. My Love So Sweet
18. Houseki

et voici la liste des morceaux de l'album de Marina Inoue :
1. houseki
2. ballad
3. houseki (original karaoke)
4. ballad (original karaoke)